# 油簕竹
油簕竹（学名：Bambusa lapidea）为禾本科簕竹属下的一个种。

## 扩展阅读
- 維基物種上的相關：油簕竹